# Толе (Севастополь)
Толе (Тейлю, Тюле, Тюли, Толи, Авли) — зникле село в Балаклавському районі Севастополя, в західній частині Байдарської долини, на правому березі річки Чорної (біля східного кінця Чорнорічинського каньйону).

## Історія
Толе було стародавнім селищем, здогадно засноване на початку нашої ери нащадками готів і аланів, що змішалися з місцевим грецьким населенням. У Середні віки входило спочатку в зону впливу, а потім і до складу християнського князівства Дорі — Феодоро. Існує версія, що селище, в XIII-XV століттях, входило в вотчину володаря феодального замку, відомого в літературі під ім'ям Ісарчік (Сарджік), який перебував на мисі Біюк-Кармизи на південній стороні Чорноріченського каньйону (на думку інших істориків — могло входити до складу Чембальского консульства Капітанства Готія).
Після захоплення князівства в 1475 році османами селище включили до Мангупського кадилика Кефінського санджака (згодом еялету) імперії. Найперша згадка села зустрічається в документі, основаному на даних більш раннього перепису, зі скарбниці Османської імперії від 3 липня 1488 року, згідно з яким в ньому налічувалося 20 домогосподарств. У матеріалах переписів Кефінського санджака 1520 року в селищі Тюле, значилася 31 православна сім'я, з яких 4 втратили чоловіка-годувальника і 1 мусульманська сім'я. За переписом 1542 року у Тюле значилося 30 православних сімей, з них 29 повних, 1 втратила чоловіка-годувальника і 16 дорослих неодружених чоловіків. З XVII століття в цих краях починає поширюватися іслам, але з відомих даних село залишалося християнським.
За «Відомостю про виведених з Криму до Приазов'я християн» від 18 вересня 1778 року Суворова, з села виїхало 32 грека — мабуть, це було все населення, оскільки ні в «Камеральному Описі Криму» 1784 року, ні в «Відомості про всі селища в Сімферопольському повіті складених з показань в якій волості скільки числом дворів і душ» від 9 жовтня 1805 року селище не значиться. Знову село Тейлю зустрічається на військово-топографічній карті генерал-майора Мухіна 1817 року, де воно позначено з 14 дворами. Мабуть, незабаром спорожніло знову, оскільки в «Відомості про казенні волості Таврійської губернії» 1829 року серед житлових не враховане, а на карті 1842 року є вже руїни села Тюле, як і на трьохверстовій карті Шуберта 1865-1876 років.
Згідно збірці «Енциклопедічеський лексикон», 1853 року:
|  | ... Тюле (жителі якої, проте ж нині поселені в інших місцях, а землі залишилися за адміралом Графом Н.С. Мордвіновим) |

.
Надалі в доступних джерелах не зустрічається.
У 1953 році його територію обстежив С. Ф. Стржелецький. На поверхні простежуються сильно задерновані фундаменти кам'яних будівель, сліди огорож. Підйомний матеріал представлений фрагментами ліпного посуду кизил-кобинської культури (VI-IV ст. до н. е.), уламками кам'яних зернотерток, уламками елліністичних амфор, а також фрагментами піфосів, глечиків і покрівельної черепиці IV-XIV ст.